# Residuo (bilancio comunale)
All'interno della gestione del bilancio comunale, i residui rappresentano la differenza tra le voci di entrata o di spesa iscritte a bilancio secondo il principio della gestione di competenza, e le stesse voci iscritte in accordo alla gestione di cassa. In altre parole, rappresentano la quota di entrate e spese che il comune prevedeva di realizzare nel corso dell'anno, che nonostante si siano concretamente manifestate non sono state riscosse o pagate dalla Tesoreria (ovvero non c'è stato un vero flusso di denaro in entrata o in uscita). Per questo motivo si identificano spesso con il concetto di debito e credito della contabilità aziendale.

## Residuo attivo
I residui attivi vengono calcolati alla fine di ogni anno all'interno del bilancio consuntivo. Essi sono dati dalla differenza tra gli accertamenti (ovvero le entrate che si prevedevano di incassare a inizio anno) e le riscossioni (ovvero le entrate effettivamente incassate). 
I residui attivi vengono positivamente conteggiati nel risultato di esercizio in quanto rappresentano dei crediti che l'ente comunale vanta nei confronti di soggetti terzi. 
Un aspetto molto importante della gestione dei residui è la valutazione della loro attendibilità: è infatti importante che l'ente comunale cancelli dall'importo dei residui iscritti a bilancio per l'anno successivo quelle voci di entrata che prevede di non incassare o che prevede di incassare solo in parte.

## Residuo passivo
I residui passivi vengono calcolati alla fine dell'anno nel bilancio consuntivo e sono dati dalla differenza tra gli impegni (ovvero le spese che il comune prevedeva di dover sostenere nel corso dell'anno) e i pagamenti (ovvero le spese effettivamente sostenute e a fronte delle quali è stata registrata un'uscita di cassa). 
I residui passivi contribuiscono negativamente al calcolo del risultato di amministrazione in quanto rappresentano dei debiti che obbligano l'ente comunale nei confronti di soggetti terzi.